# 宽苞峨嵋鼠尾草
宽苞峨嵋鼠尾草（学名：Salvia omeiana var. grandibracteata）为唇形科鼠尾草属下的一个变种。

## 扩展阅读
- 維基物種上的相關：宽苞峨嵋鼠尾草